# Palaeoryctidae
I paleorictidi (Palaeoryctidae) sono una piccola famiglia di mammiferi estinti, dall'aspetto simile a quello dei toporagni. I loro resti sono stati ritrovati principalmente in America Settentrionale, in terreni risalenti al Paleocene e all'Eocene inferiore.

## Descrizione
I fossili dei paleorictidi consistono soprattutto in resti della dentatura e delle mascelle, anche se alcuni resti più completi (appartenenti a Palaeoryctes) permettono una sommaria ricostruzione di questi animali. I paleorictidi dovevano essere piccoli insettivori, di aspetto e abitudini simili a quelle degli attuali toporagni, ma non erano strettamente imparentati con questi ultimi. Possedevano un corpo sottile e una lunga coda, mentre le zampe erano fornite di piccoli artigli. Il cranio presenta alcune particolarità, soprattutto per quanto riguarda la dentatura: i molari superiori presentavano cuspidi esterne (paracono e metacono) spostate verso il centro della corona anziché all'estremità interna, come avveniva in altri piccoli mammiferi a dieta insettivora di inizio Cenozoico. Palaeoryctes puercensis, del Paleocene degli Stati Uniti, possedeva un cranio lungo meno di tre centimetri e i suoi molari inferiori possedevano cuspidi insolitamente acuminate.

## Classificazione
La classificazione dei paleorictidi è stata oggetto di numerose dispute paleontologiche. Per lungo tempo questa famiglia è stata inclusa nel gruppo dei proteuteri (Proteutheria), un insieme artificiale di mammiferi placentati primitivi, non più valido in termini scientifici. Alla famiglia dei paleorictidi, inoltre, venivano ascritte numerose forme differenti fra loro, come Cimolestes del Cretaceo, ritenuto un antenato di carnivori e creodonti, e Procerberus, considerato invece ancestrale ai teniodonti. Attualmente gli studiosi ritengono che i paleorictidi comprendessero solo pochi generi, il più conosciuto dei quali era Palaeoryctes, e fossero rappresentanti primitivi del grande gruppo dei cimolesti, che comprendeva tra gli altri anche didelfodonti, tillodonti, pantodonti e pantolesti.